# 梶野敏貴
梶野 敏貴（かじの としたか）は、新潟県柏崎市出身の日本の天文学者。専門は理論天文学、とりわけ天体核物理・宇宙論。
国立天文台の実証宇宙論・宇宙核物理学研究グループ(COSNAP)を主宰。理学博士（物理学）を取得している。
東大総長、文部大臣として活躍した有馬朗人の門下生である。また、梶野の門下からも多くの宇宙論研究者を輩出している。
特技は書道。

## 来歴
- 1956年 新潟県柏崎市生まれ。
- 1984年 東京大学大学院理学系研究科博士課程を修了し、同年、東京都立大学 (1949-2011)理学部助教。
- 1993年 国立天文台准教授
- 1994年 東京大学大学院理学系研究科天文学専攻准教授（併任）。
- 1995年 総合研究大学院大学数物科学研究科准教授（併任）。
- 2004年 米国物理学会フェロー（APS Fellow）称号を授与される。

顕彰理由は、「天体核物理学および理論核物理学における顕著な研究業績と日本と国際学会間の科学交流に対する功績に対して」である。
- 2016年 中国政府より世界千人学者（One Thousand Talents Plan, Foreign Expert）に任ぜられる。
- 2017年 北京航空航天大学 大学特別教授（University Distinguished Professor）、ビッグバン宇宙論および元素起源国際研究センター所長（Director）。
- 2019年 国立天文台特任教授